# Роки Керол
Роско "Роки" Керол (енгл. Roscoe "Rocky" Carroll; Синсинати, Охајо, 8. јул 1963) амерички је глумац.
Керол је најпознатији по улози директора Леона Венса у ТВ серији Морнарички истражитељи.